# Žofín (Horní Podluží)
Žofín (německy Sophienhain) je malá vesnice, část obce Horní Podluží v okrese Děčín. Nachází se asi půl kilometru severovýchodně od Horního Podluží. Žofín leží v katastrálním území Horní Podluží o výměře 7,33 km².

## Historie
První písemná zmínka o vesnici pochází z roku 1833.

## Obyvatelstvo
Při sčítání lidu v roce 1921 zde žilo 111 obyvatel (z toho 45 mužů) německé národnosti, z nichž bylo 108 katolíků, dva evangelíci a jeden člen nezjišťovaných církví. Podle sčítání lidu z roku 1930 měla vesnice 103 obyvatel: 102 Němců a jednoho cizince. Kromě římskokatolické většiny ve vsi žili čtyři evangelíci, čtyři příslušníci nezjišťovaných církví a dva lidé bez vyznání.
|                                                                        | 1869 | 1880 | 1890 | 1900 | 1910 | 1921 | 1930 | 1950 | 1961 | 1970 | 1980 | 1991 | 2001 | 2011 |
| ---------------------------------------------------------------------- | ---- | ---- | ---- | ---- | ---- | ---- | ---- | ---- | ---- | ---- | ---- | ---- | ---- | ---- |
| Obyvatelé                                                              | 134  | 138  | 155  | 127  | 147  | 111  | 103  | 29   | 28   | 32   | 26   | 27   | 37   | 26   |
| Domy                                                                   | 16   | 17   | 19   | 20   | 22   | 23   | 22   | 19   | .    | 5    | 3    | 3    | 6    | 6    |
| Počet domů z roku 1961 je zahrnut v domech místní části Horní Podluží. |      |      |      |      |      |      |      |      |      |      |      |      |      |      |

Narodil se tu Anton Pergelt (1853–1910) rakouský a českoněmecký právník a politik, poslanec zemského sněmu a Říšské rady.